# Лајош Детари
Лајош Детари (мађ. Détári Lajos László; Будимпешта, 24. април 1963) је мађарски фудбалски менаџер и бивши играч и репрезентативац Мађарске који је играо на позицији везног играча. На врхунцу своје каријере (1984 — 1994), био је веома цењен играч широм Европе, освајајући титуле „Играча године“ у Мађарској, Грчкој и Швајцарској.

## Играчка каријера
Детари је рођен у Будимпешти. Године 1984. дебитовао је за репрезентацију Мађарске против Швајцарске. За своју репрезентацију је постигао 13 голова и одиграо 61 утакмицу до 1994. године, када је завршио репрезентативну каријеру.  Био је учесник Светског првенства у фудбалу 1986. одржаном у Мексику, где Мађарска није успела да напредује из групне фазе. Детари је постигао један гол у победи против Канаде резултатом од 2 : 0. Ово је до данас остао последњи постигнути гол Мађарске у финалу Светског првенства.
Године 1987. Детари је прешао из Хонведа у Ајнтрахт из Франкфурта у Бундеслигу за 3,6 милиона марака (што је еквивалентно 1,73 милиона евра 2021.) У сезони 1987/88. постигао је 11 голова у 33 утакмице. Дана 28. маја 1988. Детари је постигао гол у победи од 1 : 0 против ВфЛ Бохума у финалу Купа Немачке. Био је то директан слободан ударац испред шеснаестерца, који је довео Ајнтрахт до њихове четврте титуле у Купу Немачке. Детари је играо у свих шест утакмица купа те сезоне.
На почетку следеће сезоне Детари је добио понуду од Олимоијакоса за тада рекордну суму од 6 милиона фунти. У Грчку је стигао на буран дочек навијача клуба из Пиреја. Нажалост, није оправдао очекивања Олимпијакоса нити новац утрошен у његову аквизицију, па је после само две године отишао у јеку скандала умешаног у власника Олимпијакоса Јоргоса Коскотаса. Ипак, за те две године постигао је 35 голова у 60 првенствених утакмица, од којих су многи по сетовима што је била његова специјалност.
Након што је напустио Грчку, Детари је играо за многе клубове. Други клубови за које је Детари играо били су Болоња Ф.Ц. 1909, Анкона Калчо, Неукхател Ксамакс и ВСЕ Ст. Полтен.
По завршетку играчких дана, Детари се опробао као тренер у Мађарској са Хонведом, затим у Вијетнаму три месеца и у Грчкој са Панасераикосом. Тренирао је и мађарски тим Ниређхаза и Халадаша из Сомбатхеља. Од марта до октобра 2006. године био је и ко-тренер мађарске репрезентације која је била под вођством Петера Божика. Наредну сезону 2007/08. као шеф МФК Шопрона, али је отпуштен у октобру након низа лоших резултата у лиги. Јануара 2008. године ангажован је као тренер у ФК Порос, локални тим грчког острва Порос. Већину осталих клубова је тренирао по сезону и селио се у други клуб.

### ФК Хонвед
Дана 2. јануара 2002. Детари је именован за менаџера Будимпештанског Хонведа. Заменио је Роберта Глазера који је отишао у Ујпешт. Детаријев тим је на стадиону Божик арена изненађујуће победио тадашњег шампиона Мађарске Залаегершег са 1 : 0. Дана 20. августа 2004. вратио се у Хонвед као помоћни тренер и радио је са Ђерђом Богнаром. Пар је заменио Ђерђа Галидија којег је Хонвед отпустио након неуспешног старта у Мађарској лиги.

### ФК Халадаш
Детари је успео да Сомбатхељ Халадаш у сезони 2001/02. поведе у виши ранг али су већ у сезони 2002/03. испали из прволигашког такмичења и 27. августа 2003. године, Детари је дао оставку на своју позицију.

### ФК Ференцварош
Дана 30. августа 2011. године Детари је постављен за главног тренера мађарског клуба Ференцварош због оставке Ласла Прукнера након неколико пораза у Мађарској лиги и превременог опроштаја од Лиге Европе. Ференцварош је победио у првом мечу са Детаријем резултатом 2 : 0 против Залаегерсега који је тренирао Ференцварошов бивши тренер Ласло Прукнер.

## Успеси
Хонвед Будимпешта
- Мађарска лига шампион 3х:
  - 1983/84,
  - 1984/85,
  - 1985/86
- Куп Мађарске освајач купа 1х: 
  - 1984/85

Ајнхтрахт Франкфурт
- Куп Немачке освајач купа 1х: 
  - 1987/88

Олимпијакос
- Куп Грчке освајач купа 1х:
  - 1989/90.

Појединачни успеси
- Најбољи стрелац мађарске лиге (3х):   
  - 1985 (18),
  - 1986 (27),
  - 1987 (19)